# Brigadeeinheit

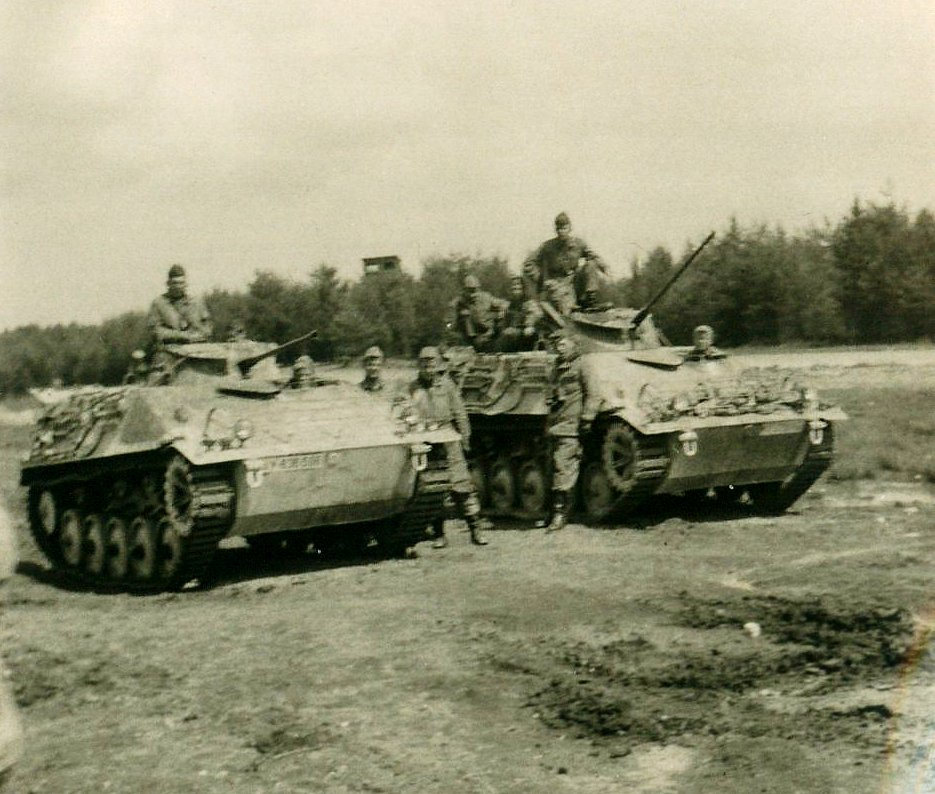
Schützenpanzer kurz (SPz 10) Hotchkiss des Spähzuges der Stabskompanie (später Panzerspähzug 350) der Panzergrenadierbrigade 35, 1967

Brigadeeinheiten sind Einheiten oder Teileinheiten, die direkt durch den Stab einer Brigade geführt werden. Da Brigadeeinheiten nicht anderen Verbänden auf Bataillons- oder Regimentsebene unterstellt sind, werden sie je nach Größe auch als selbstständige Einheit, selbstständige Kompanie oder selbstständiger Zug bezeichnet.

## Aufträge
Brigadeeinheiten dienen der unmittelbaren Unterstützung des Brigadestabes bei der Führung oder dienen der logistischen Versorgung der der Brigade unterstellten Kampftruppenverbände.
Die Brigadestabskompanie stellt Unterstützungspersonal und Versorgungsleistungen unmittelbar für den Stab. Diese besteht aus dem
Brigadefernmeldezug. Ferner zählt ein Stabszug zur Stabskompanie. Dieser betreibt die Brigadegefechtsstände. Die Fernmelder betreiben in den Gefechtsständen die Fernmeldetechnik. Der Brigadeführung ermöglichen sie die Kommunikation zu den benachbarten, über- und nachgeordneten Stäben. Gesichert werden die Gefechtsstände in der Regel durch einen Sicherungszug.
Eine Aufklärungskompanie oder der Brigadespähzug beschafft Aufklärungsergebnisse im Verantwortungsbereich der Brigade mit eigenen Mitteln. Sie tragen zu einer zur Verdichtung des militärischen Lagebildes bei.
Eine Versorgungskompanie der Logistiktruppe stellt die Versorgung durch den Betrieb eines Heeresversorgungspunktes und eines Heeresinstandsetzungspunktes sicher. Teils sind diese beiden Teilbereiche auch in getrennten Nachschub- und Instandsetzungskompanien angesiedelt. Eine Sanitätskompanie betreibt einen Heeres(Haupt-)verbandplatz.
Eine Pionierkompanie unterstützt die Brigade unmittelbar in der Gefechtsführung. Einzelne Züge werden dazu teils den Kampftruppenbataillonen unterstellt. Pioniere legen Feldstellungen, Sperren – unter anderem Minensperren – an. Sie sind befähigt Sperren zu beseitigen und Minen zu räumen. Bedingt ist die Pioniertruppe in der Lage Verkehrsinfrastruktur instand zu setzen, um die Beweglichkeit der Brigade zu fördern. Die Fähigkeit zum Brückenbau ist aber meist bei den Divisions- und/oder Korpstruppen angesiedelt.
Die in älteren Heeresstrukturen ausgeplante Panzerjägerkompanie ging in den schweren Kompanien der Panzergrenadierbataillone oder der Jägerbataillone auf.

## Führung
Die Brigadeeinheiten sind in der Bundeswehr dem stellvertretenden Brigadekommandeur, meist im Dienstgrad Oberst, unterstellt. Selbstständige Kompanien werden durch einen Hauptmann oder bei einer spezialisierten Kompanie durch einen Major geführt. Selbstständige Züge werden in der Bundeswehr meist durch einen Oberleutnant oder Hauptmann geführt.

## Organisation
Nicht alle Landstreitkräfte weisen bzw. wiesen in jeder Heeresstruktur Brigadeeinheiten auf. In einigen Brigademodellen wird die Brigade durch Einheiten der übergeordneten Führungsebene unterstützt (insbesondere durch Divisionstruppen) oder die Brigadeeinheiten sind in einem Stabs- und Versorgungsbataillon, Unterstützungsbataillon oder ähnlichem zusammengefasst. Es gibt daneben Gliederungen, in denen erst bei Bedarf der Brigade entsprechende Kräfte unterstellt werden. Beispiel ist dafür das Konzept des Heerestruppenkommandos, das einige der zuvor den Brigaden fest zugeordnete Fähigkeiten bereit stellte. Die einer Brigade nachgeordneten Bataillone verfügen nur für ihre Kräfte über die notwendigen Fernmelde- und Logistikkräfte. Dies sind z. B. Aufklärungs- und Verbindungszüge, kleinere Fernmeldetrupps oder Instandsetzungszüge. Diese sind bei den Bataillonen meist in der 1. Kompanie angesiedelt.
Als Beispiel für die Brigadeeinheiten einer typischen Brigade des Feldheeres der Bundeswehr in der Heeresstruktur 4 im Folgenden die Brigadeeinheiten der Panzerbrigade 21 „Lipperland“ um 1989:
- Stab und Stabskompanie Panzerbrigade 21, Augustdorf (der Stab selbst zählt nicht zu den Brigadeeinheiten im engeren Sinn)
  -  Brigadespähzug 21, Augustdorf (im Frieden 4./PzAufklBtl 7 unterstellt)
  -  Panzerjägerkompanie 210, Augustdorf
  -  Panzerpionierkompanie 210, Augustdorf
  -  Nachschubkompanie 210, Augustdorf
  -  Instandsetzungskompanie 210, Augustdorf
  -  Panzerausbildungskompanie Fahrsimulator Kette 102, Augustdorf (nur im Frieden; im Verteidigungsfall Teil der Korpstruppen und daher nicht Teil der Brigadeeinheiten im engeren Sinn)